# Église Notre-Dame de Loucelles
Pour les articles homonymes, voir Église Notre-Dame.
L'église Notre-Dame est une église catholique des XIIe et  XIIIe siècles située à Loucelles, en France.

## Localisation
L'église est située dans le département français du Calvados, dans le petit bourg de Loucelles.

## Historique
Périodes de construction XIIe siècle et XIIIe siècle. On trouve à l'extérieur, un appareil en arête-de-poisson qui pourrait attester de constructions antérieures à l'époque romane.

## Architecture
La nef et le chœur sont, selon Arcisse de Caumont dans son étude Statistique monumentale du Calvados, tome 1, page 255, du style roman. Le corps du bâtiment est rectangulaire sans bras de transept. Les deux autels latéraux nord et sud sont adossés au mur marquant la séparation de la nef et du chœur. L'appareillage du chœur est plus soigné
Le clocher de petites dimensions en bois entièrement couvert d'ardoises se dresse entre le chœur et la nef.
Une porte donnant sur la nef au sud comporte à l'extérieur des moulures qui prouvent l'existence d'un porche à une époque antérieure. Au centre de ces deux moulures se trouve un bas-relief représentant de façon grossière une Vierge à l'enfant qui serait du XIIe siècle selon Arcisse de Caumont.
Plusieurs éléments sont inscrits au titre d'objets et parmi eux : une petite statue de Vierge à l'Enfant (XVIIe siècle), un tableau représentant la Crucifixion (XVIIe siècle), les deux autels latéraux nord et sud (XVIIIe siècle), un tableau représentant saint Pierre (XIXe siècle). On trouve également une statue de Vierge de poutre de gloire (XVIe siècle) et au dessus du portail occidental un tableau L'Annonciation (XVIIe siècle).
L'édifice est inscrit au titre des monuments historiques depuis le 12 avril 1927.

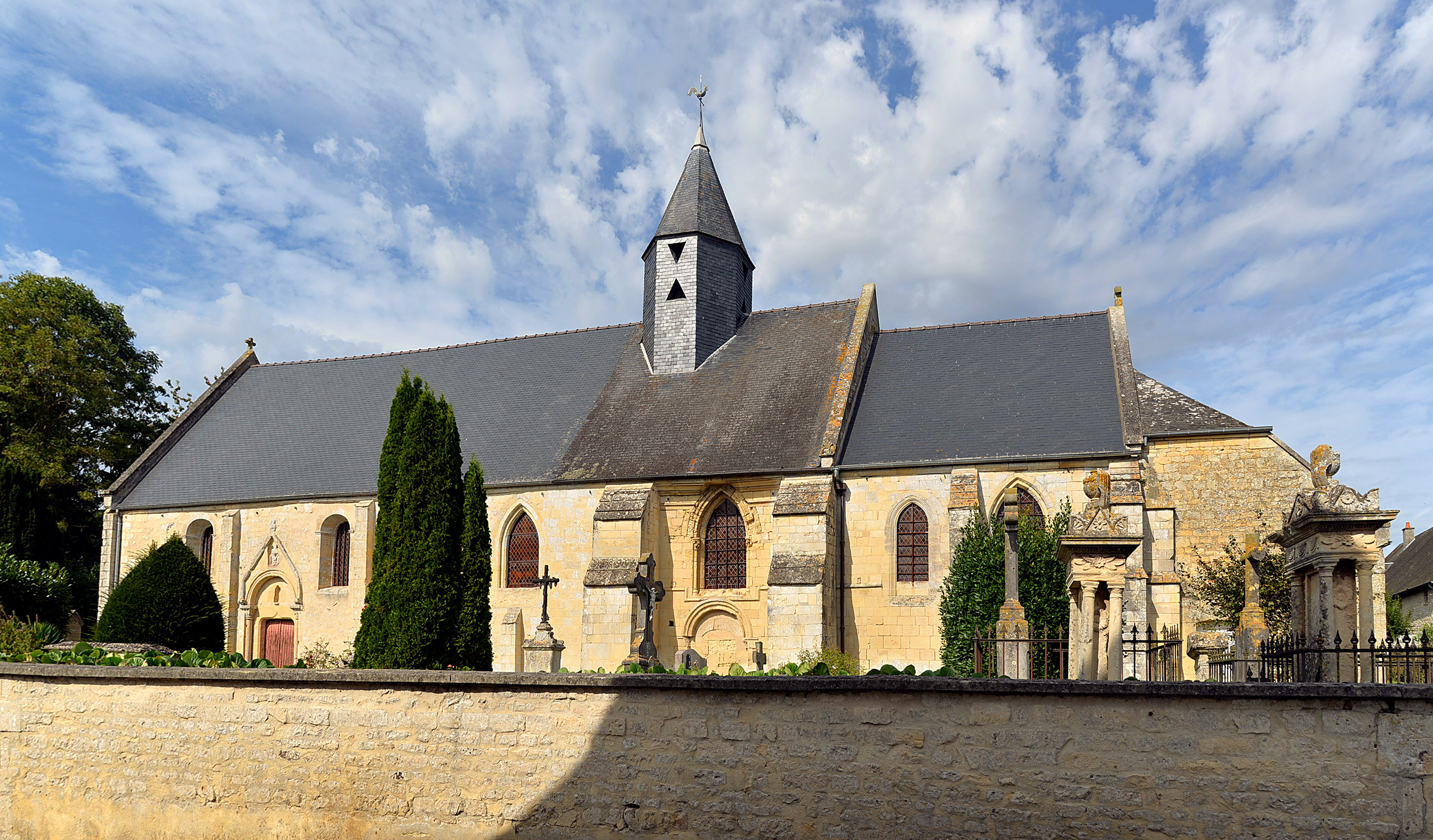
L'église vue depuis le sud.
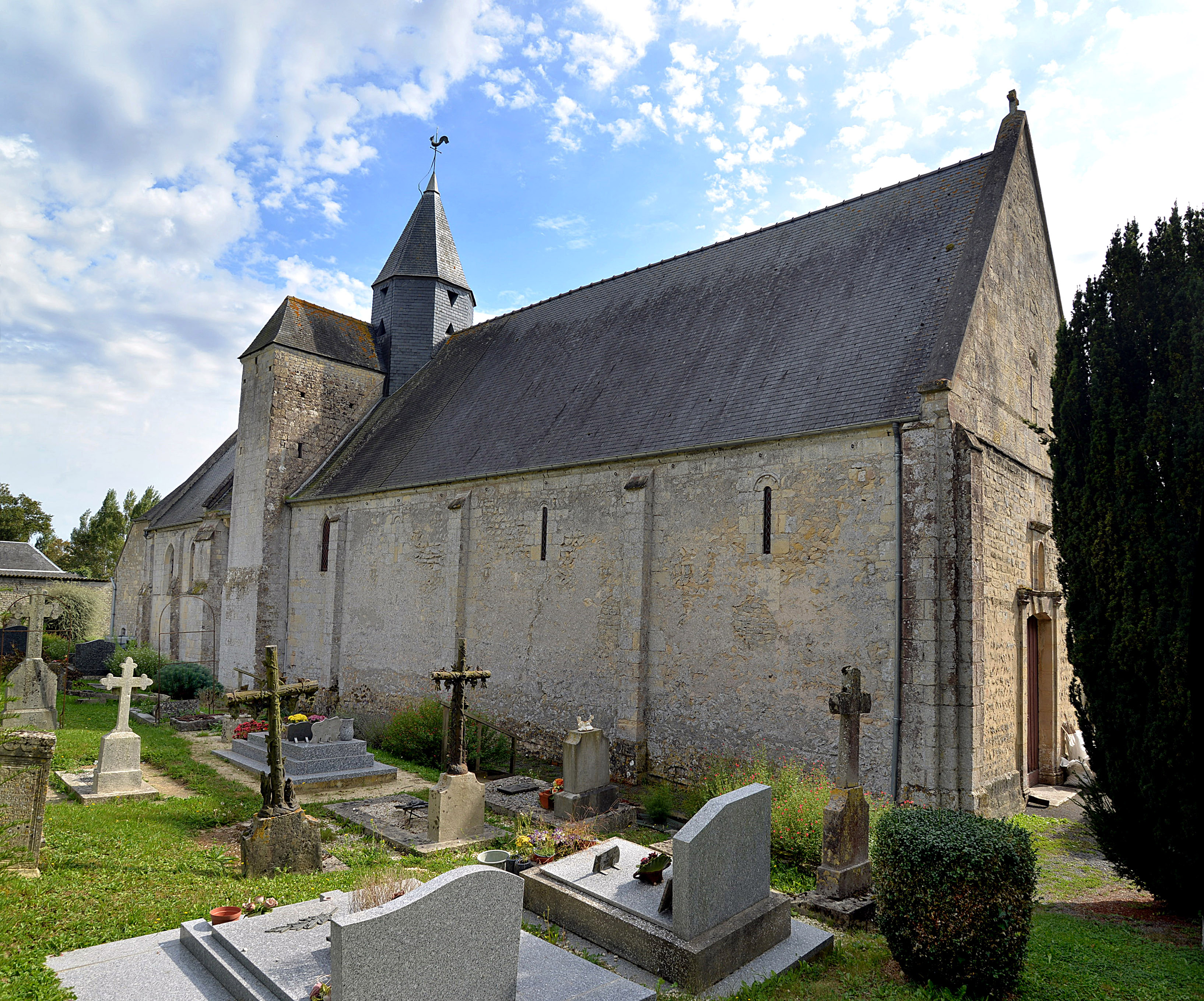
L'église vue depuis le nord-ouest.
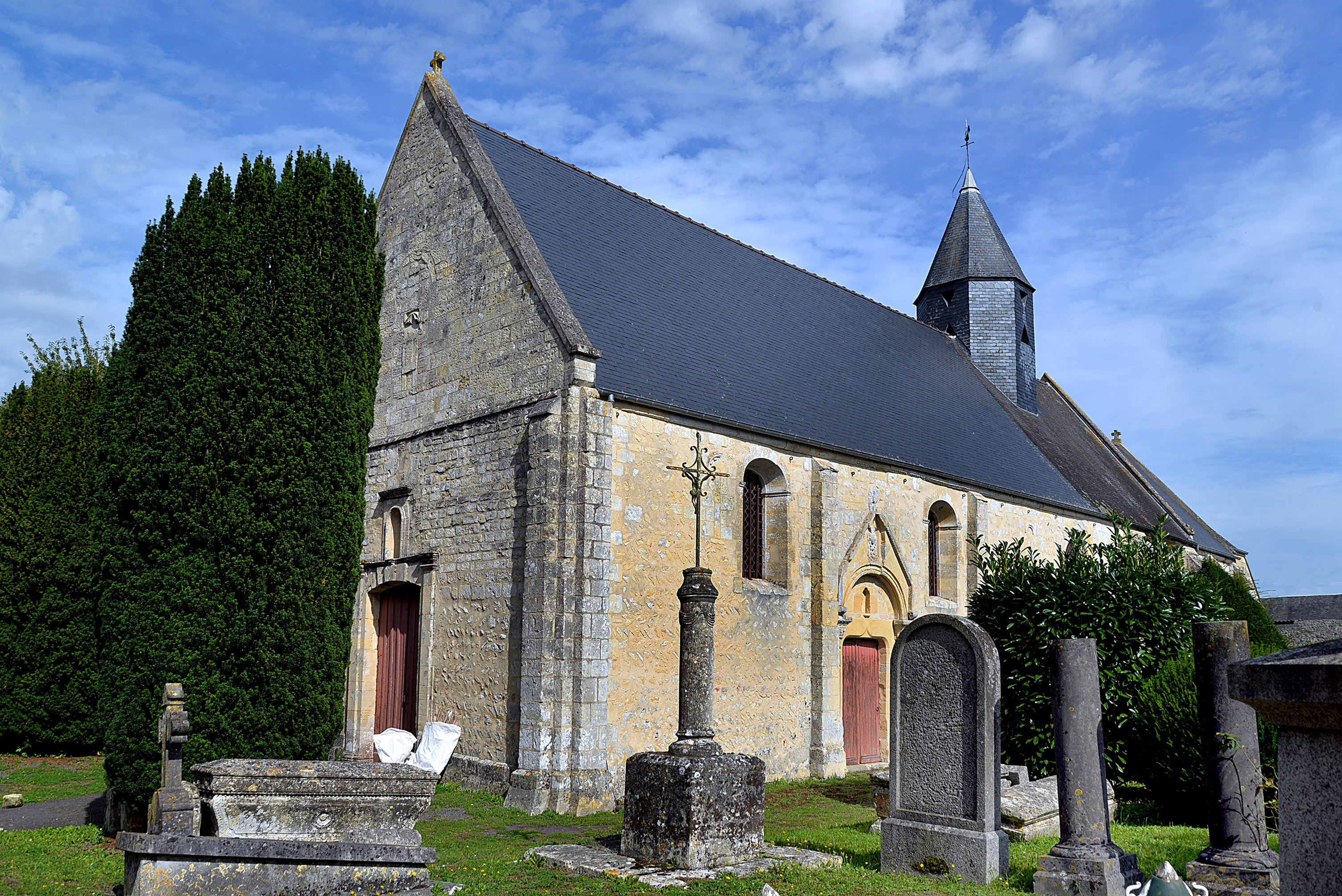
L'église vue depuis le sud-ouest.
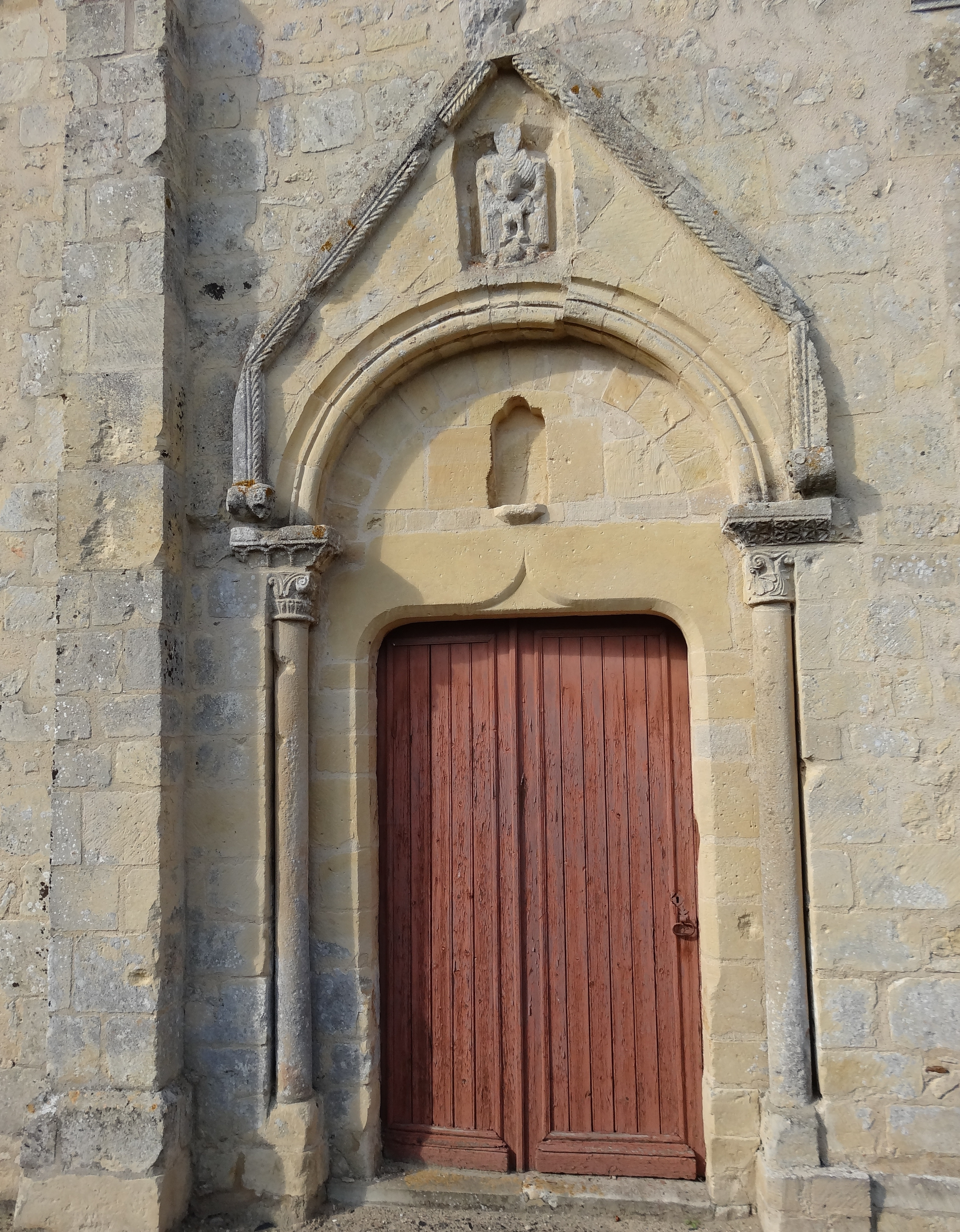
Porte sud.
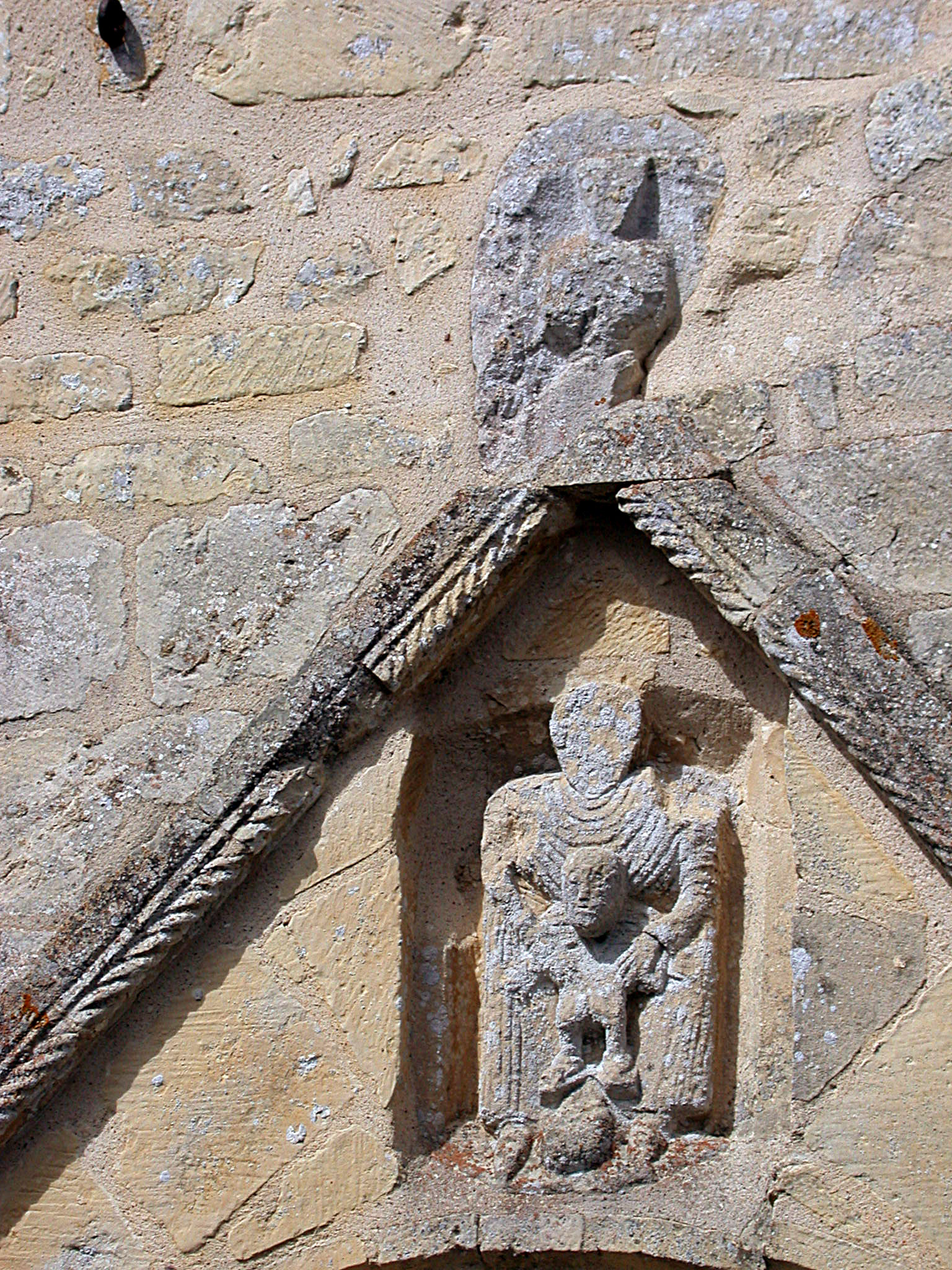
Détails de la Vierge à l'Enfant au dessus de la porte sud.
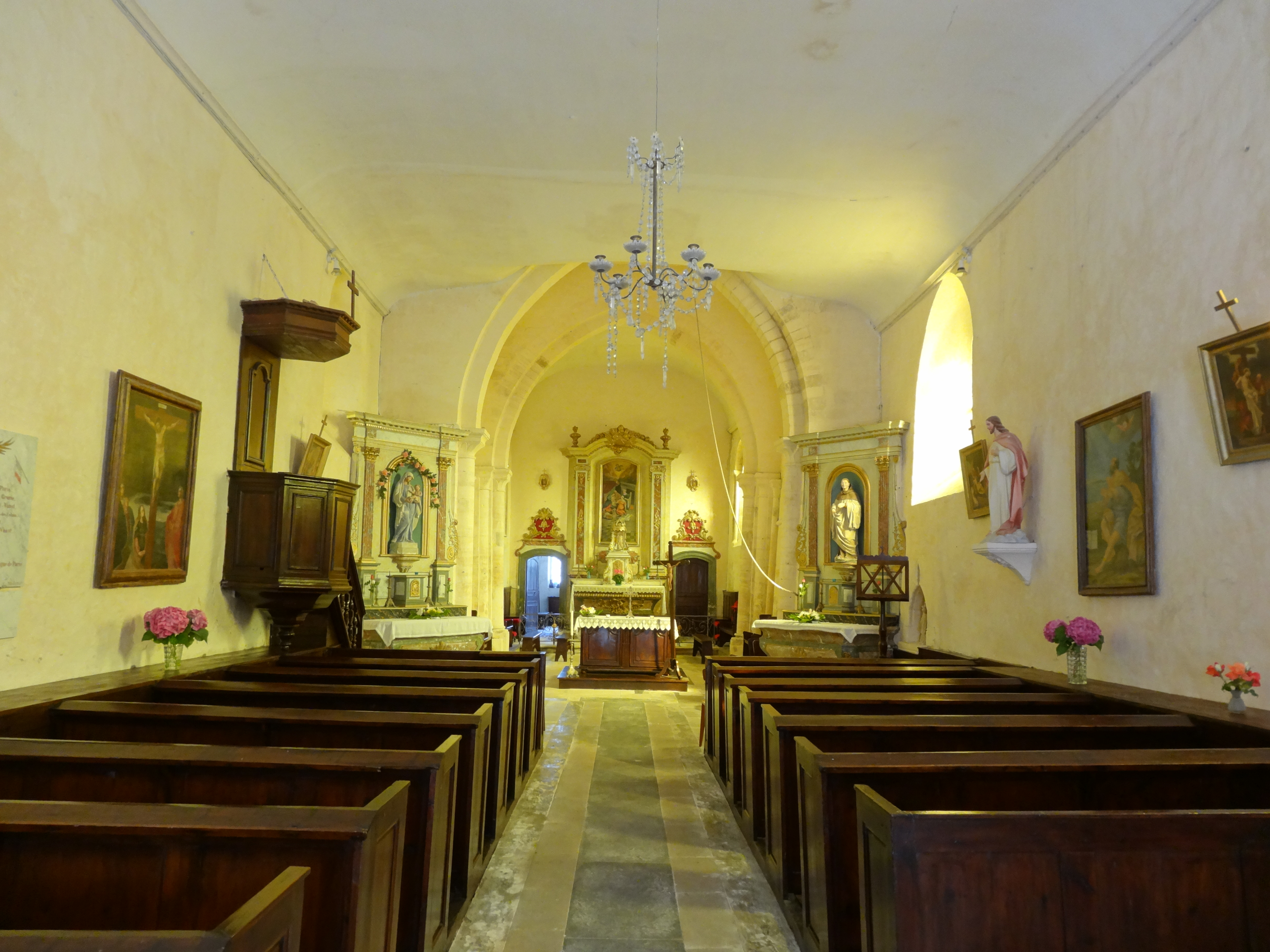
La nef vers le chœur.
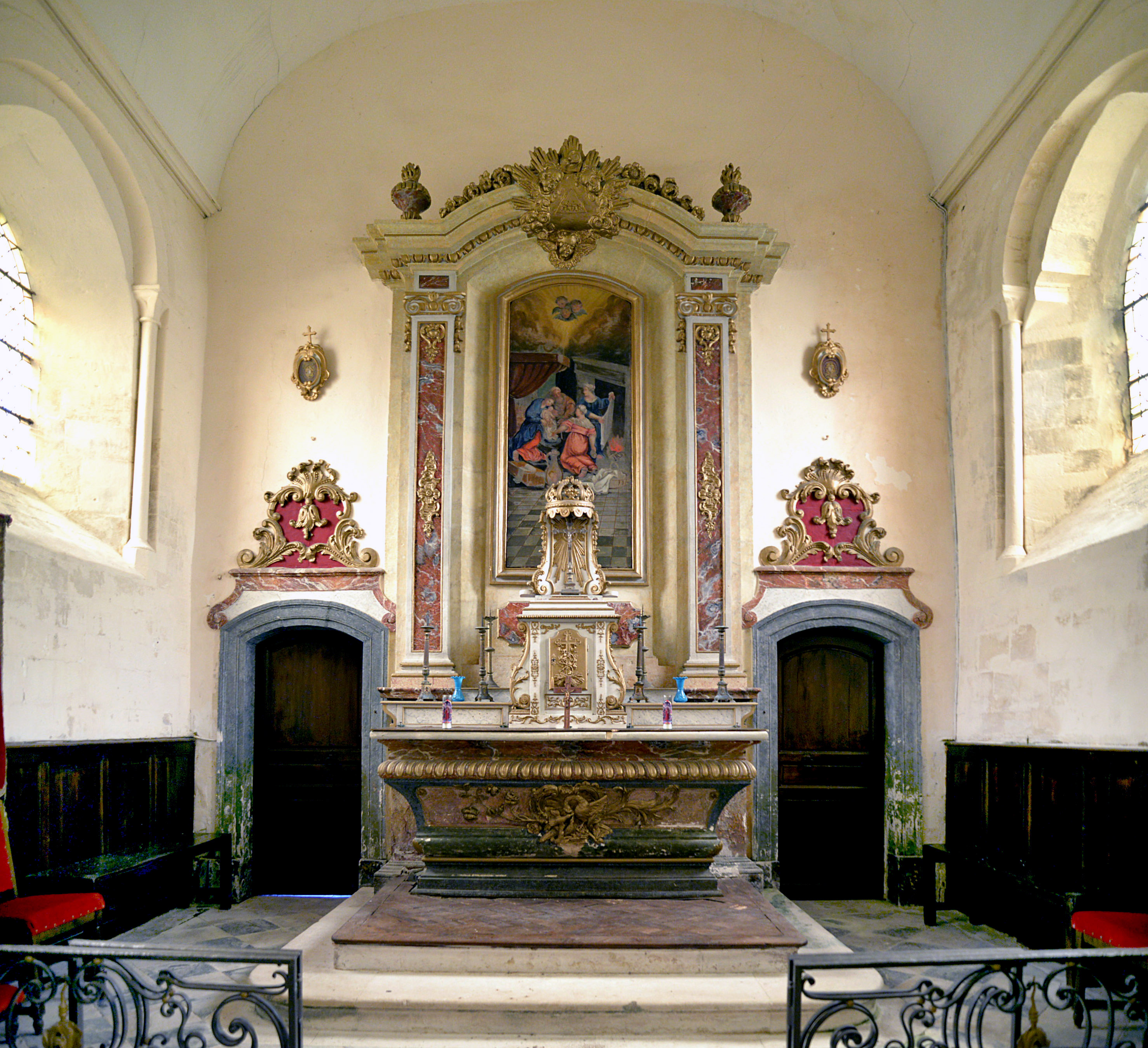
Le retable et le maître-autel.
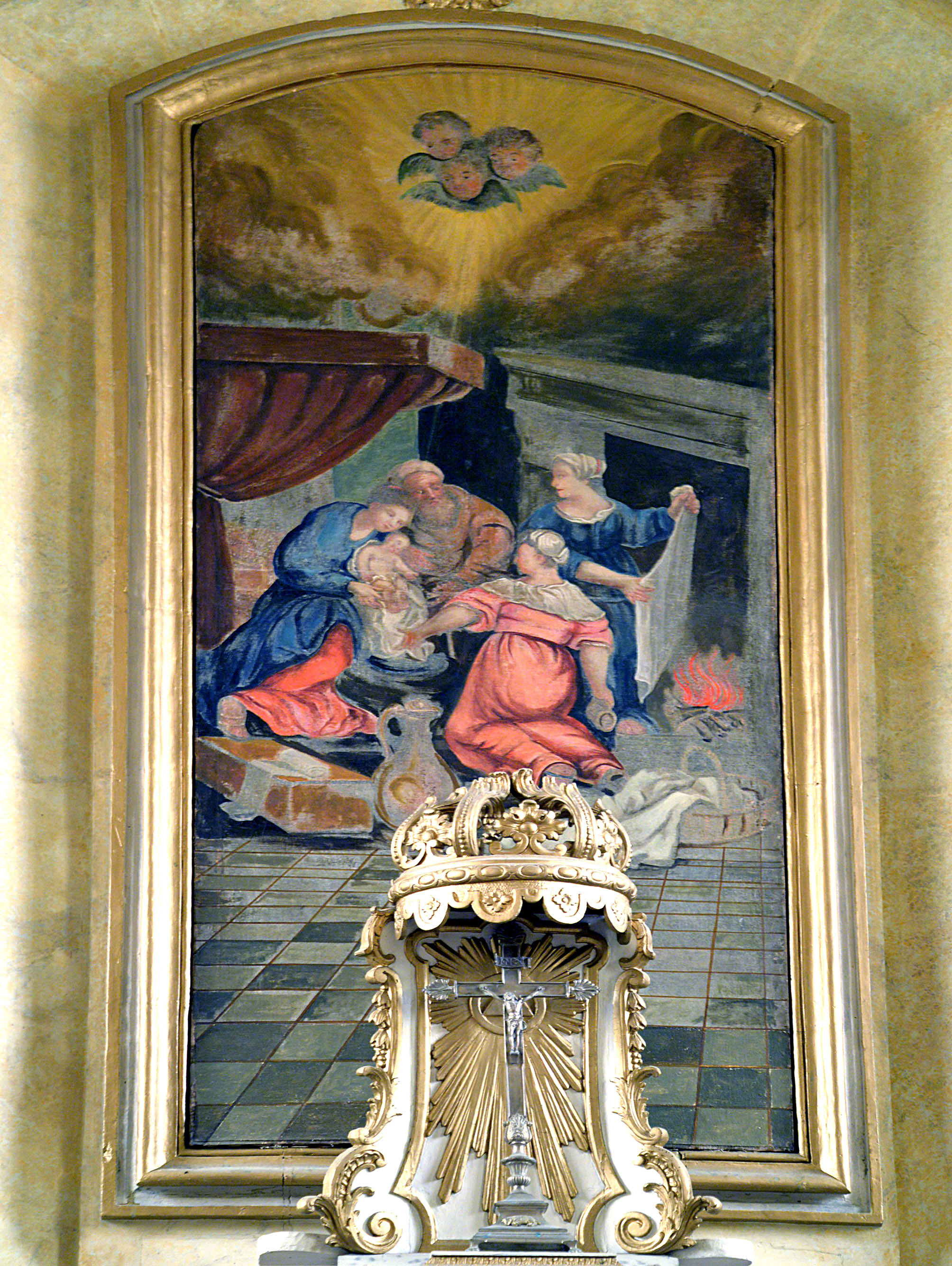
Tableau central du maître-autel La Nativité.
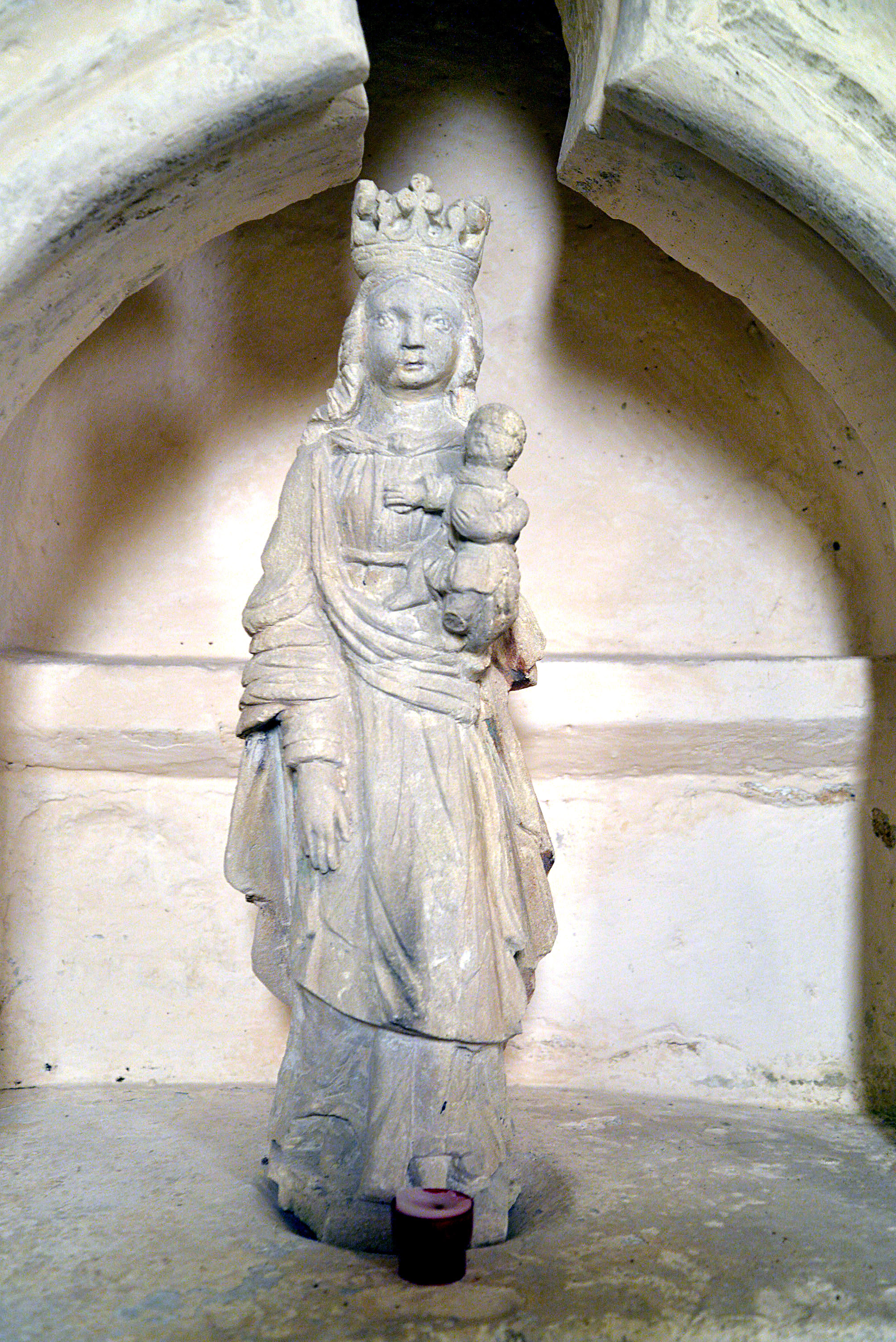
Statue Vierge à l'Enfant.
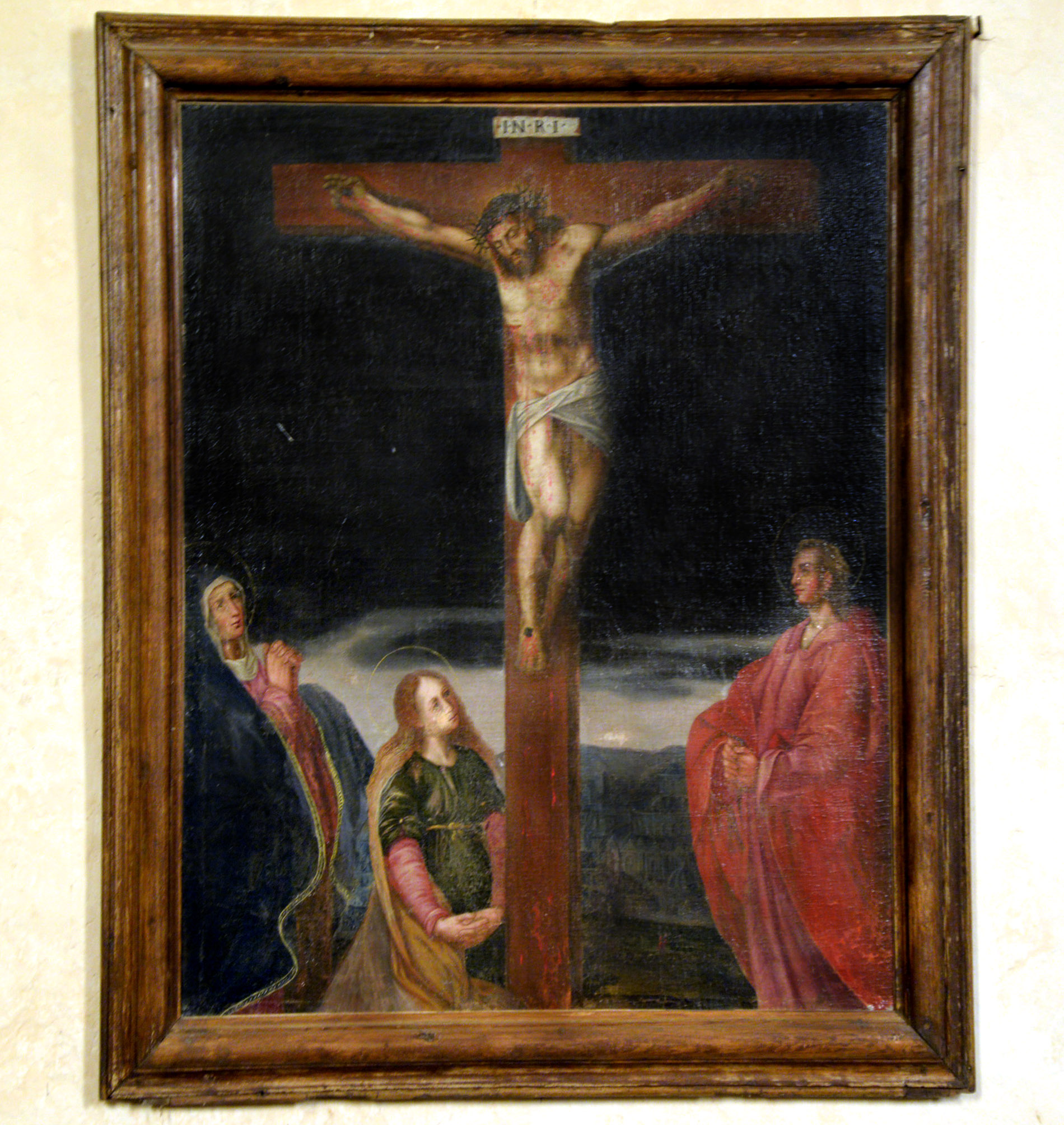
Tableau Crucifixion.
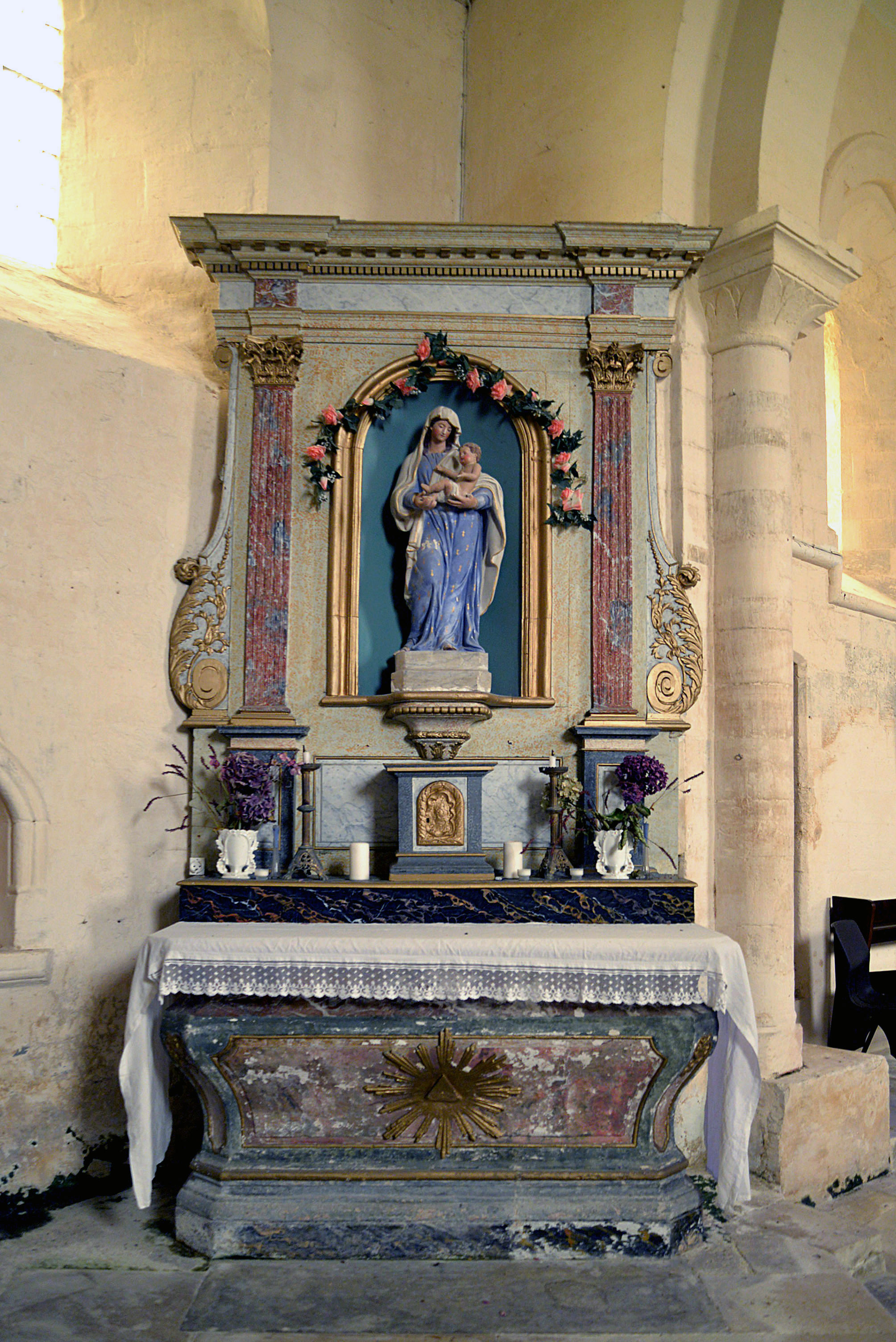
L'autel latéral nord.
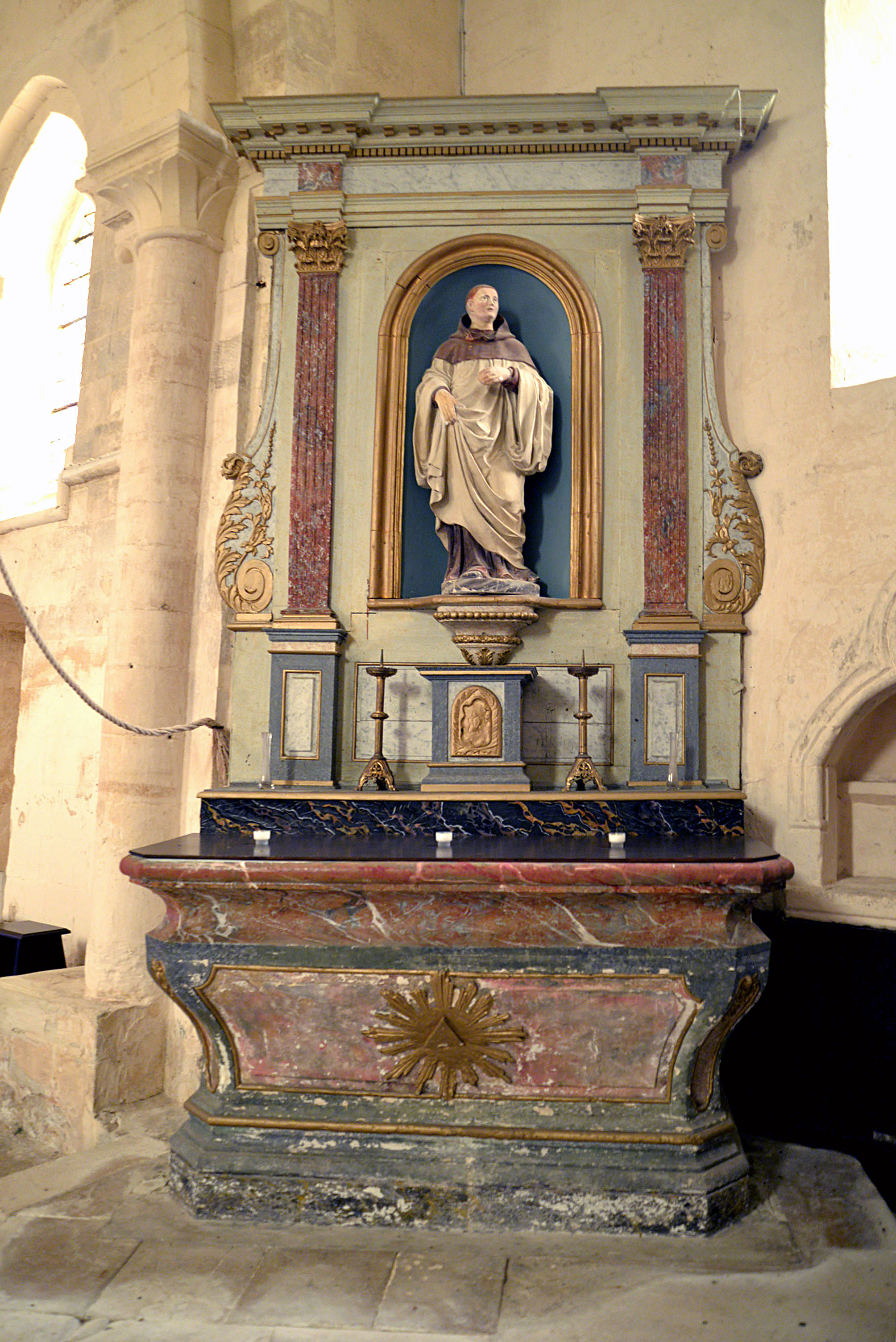
L'autel latéral sud.
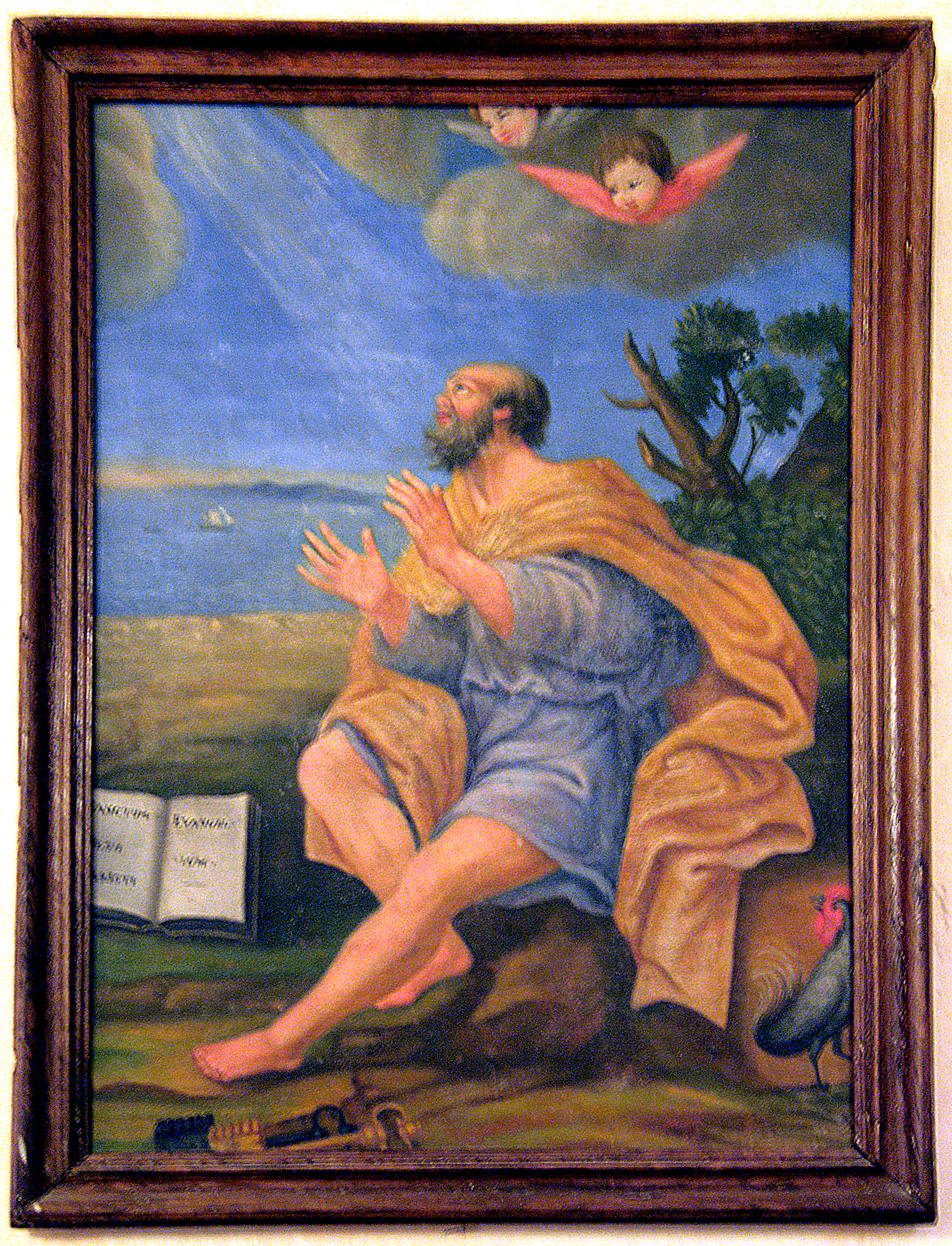
Tableau Saint Pierre.